# Garrulax davidi
Garrulax davidi е вид птица от семейство Leiothrichidae.

## Разпространение
Видът е разпространен в Китай.